# 金普站
金普站原名普湾站，位于中华人民共和国辽宁省大连市金普新区（原普兰店湾新区）石河街道黄旗屯和南罗家屯之间，是哈大高速铁路上的高铁站，于2012年12月1日启用，由中国铁路沈阳局集团管辖。2021年5月31日改为现名。

## 車站周邊
- 沈大高速公路

## 歷史
- 2012年12月1日启用。[4]

## 外部連結
- 中国铁路客户服务中心 （页面存档备份，存于）